# 치외법권
치외법권(治外法權, 영어: extraterritoriality)은 일반적으로 외교적 협상의 결과에 따른, 해당지역 법의 관할권에서 면제되는 상태를 말한다. 또한 외국의 대사관이나 군사기지, 유엔의 사무소와 같은 물리적 공간에 적용될 수 있다. 치외법권이 국제적으로 가장 널리 인정되는 케이스는 외국 국가수반 및 개인 소지품(belongings)과, 외교관 및 외교관 개인의 소지품(belongings), 외국 영해에 있는 선박이다.
외국인이 외국령에 거주하면서 자신이 상주하고 있는 국가의 영토주권에 따라 시행되는 법률과 규칙을 따르지 않아도 될 권리를 말한다. 특별히 국가간의 협정이 없으면 일반인은 방문중인 나라의 법을 따라야 한다. 국제 기구 직원이나 외교관 등에 한해서 일정 범위의 치외법권이 허용되기도 했다.
오늘날에는 1961년 4월 오스트리아 빈에서 채택되어 1964년 6월 발효된 외교 관계에 관한 빈 협약(Wien Convention on Diplomatic Relations)에서 규정한 외교 특권이 적용되나, 관례적으로 외교 특권을 뜻하는 말로서 쓰이기도 한다.

## 대한민국의 판례
국제협정이나 관행에 의하여 대한민국내에 있는 미국문화원이 치외법권지역이고 그 곳을 미국영토의 연장으로 본다 하더라도 그 곳에서 죄를 범한 대한민국 국민에 대하여 우리 법원에 먼저 공소가 제기되고 미국이 자국의 재판권을 주장하지 않고 있는 이상 속인주의를 함께 채택하고 있는 우리나라의 재판권은 동인들에게도 당연히 미친다 할 것이며 미국문화원측이 동인들에 대한 처벌을 바라지 않았다고 하여 그 재판권이 배제되는 것도 아니다.

## 같이 보기
- 남극조약
- 비무장 지대
- 외교특권
- 월경지
- 국외관할권
- 공해 (바다)
- 달 조약
- 우주 조약
- 지위협정
- 무주지
- 유엔 본부
- 유엔이 통치 중인 영토 목록